# Rheinstadion
Il Rheinstadion è stato uno stadio di calcio di Düsseldorf, in Germania, che poteva ospitare 55.850 spettatori.
Costruito nel 1925, nella sua storia è stato più volte ampliato e rimodernato. Si sono disputate qui sei partite delle prime due fasi del Mondiali di calcio del 1974 e due degli Europei del 1988, oltre alla finale della Coppa delle Coppe 1980-1981.
Lo stadio ospitava anche le partite delle coppe europee del Borussia Mönchengladbach: a causa della maggior capienza rispetto al Bökelbergstadion di Mönchengladbach in questo impianto si sono giocate la finale di andata dell'edizione 1974-75 della Coppa UEFA giocata contro gli olandesi del Twente e la finale di ritorno dell'edizione 1978-79 della Coppa UEFA contro gli jugoslavi della Stella Rossa Belgrado, edizioni in entrambi i casi vinte dalla squadra tedesca.
Lo stadio ha ospitato più volte la finale della DFB-Pokal, la Coppa di Germania, tra cui la prima edizione del 1935 della Tschammerpokal, l'antenata dell'attuale Coppa di Germania.
Dopo la demolizione, avvenuta nel 2002, il Fortuna Düsseldorf si è trasferito dal 2005 in un impianto più moderno, la LTU Arena, denominata poi a partire dal 2009 Esprit Arena.

## Incontri internazionali

### Mondiale 1974
- Svezia 0-0  Bulgaria - (primo turno - gruppo 3, 15 giugno);
- Svezia 3-0  Uruguay - (primo turno - gruppo 3, 23 giugno);
- Germania Ovest 2-0  Jugoslavia - (primo turno - gruppo 3, 26 giugno);
- Germania Ovest 4-2  Svezia - (secondo turno - gruppo B, 30 giugno);
- Svezia 2-1  Jugoslavia - (secondo turno - gruppo B, 3 luglio).

### Europeo 1988
- Germania Ovest 1-1  Italia - (primo turno - gruppo A, 10 giugno);
- Inghilterra 1-3  Paesi Bassi - (primo turno - gruppo B, 15 giugno).

### Finali di Coppa UEFA
- Borussia M'gladbach 0-0  Twente - (andata, 7 maggio 1975);
- Borussia M'gladbach 1-0  Stella Rossa - (ritorno, 23 maggio 1979).

### Finale di Coppa delle Coppe UEFA
- Dinamo Tbilisi 2-1  Carl Zeiss Jena - (13 maggio 1981).

## Finali di Coppa di Germania
| Anno | Vincitore             | Finalista perdente | Risultato | Data           | Spettatori |
| ---- | --------------------- | ------------------ | --------- | -------------- | ---------- |
| 1960 | Borussia M'gladbach   | Karlsruhe          | 3-2       | 5 ottobre 1960 | 50.000     |
| 1973 | Borussia M'gladbach   | Colonia            | 2-1 dts   | 23 giugno 1973 | 69.000     |
| 1974 | Eintracht Francoforte | Amburgo            | 3-1 dts   | 17 agosto 1974 | 52.000     |

## Finale di Tschammerpokal
| Anno | Vincitore  | Finalista perdente | Risultato | Data            | Spettatori |
| ---- | ---------- | ------------------ | --------- | --------------- | ---------- |
| 1935 | Norimberga | Schalke 04         | 2-0       | 8 dicembre 1935 | 55.000     |